# Saburō Aizawa
Saburō Aizawa (相沢 三郎 Aizawa Saburō?,  6 de septiembre de 1889-3 de julio de 1936) fue un teniente coronel del Ejército Imperial Japonés. Se le conoce por ser el hombre que asesinó al líder de la facción política Tōseiha Tetsuzan Nagata.

## Biografía
Aizawa nació en Sendai, en la Prefectura de Miyagi, en 1889. Se graduó en la Academia del Ejército Imperial Japonés en 1910.

### Asesinato de Tetsuzan Nagata
Aizawa asesinó al mayor general Tetsuzan Nagata en agosto de 1935 (incidente de Aizawa) con una espada, por supuestamente poner al Ejército "en las garras de las altas finanzas". Tras un juicio de alto nivel, fue ejecutado por un pelotón de fusilamiento.